# 흙 (1960년 영화)
"흙"은 권영순 감독의 1960년 영화이다. 이 작품은 춘원 이광수의 "흙"을 영화화한 작품이다. 허숭역의 김진규나 정선역의 문정숙이 차분한 연기를 했고, 제7회 아시아 영화제에서 음악상을 탔다.

## 줄거리
변호사가 된 허숭은 은인의 딸인 도시 여성 윤정선과 결혼한다. 결혼 후 허숭은 고향 살여울에 내려가, 이른바 농촌 계몽운동에 정열을 기울인다. 그러자, 이에 반대하는 아내는 서울에서 남편의 친구인 오변호사와 정을 통한다. 이 소식을 듣고 급히 상경한 허숭에게 많은 여성들이 접근해온다. 그러나, 허숭은 그 모든 유혹을 뿌리치고 다시 고향으로 내려간다. 그제서야 자신을 뉘우친 아내는 기차에 몸을 부딪쳐 자살을 기도했으나 미수에 그치고 다리를 절단한다. 불구의 몸이 된 정선은 '살여울'로 내려가 허숭에게 용서를 빌고 일생을 농촌을 위해 몸바칠 것을 맹세한다.

## 출연
- 김진규
- 문정숙